# Isac Solberg
Isac Solberg, född 31 maj 2005 i Ljungby, Kronobergs län, är en svensk professionell ishockeyspelare (forward/center) som spelar för Rögle BK i Svenska Hockeyligan. Hans moderklubb är IF Troja-Ljungby.